# Magdi Abdelghani
Magdi Abdelghani Sayed Ahmed (arabe : مجدي عبدالغني سيد أحمد) (né le 27 juillet 1959 au Caire en Égypte) est un footballeur international égyptien, qui évoluait au poste de milieu de terrain.

## Biographie

### Carrière en club
Abdelghani a porté notamment les couleurs du club portugais de Beira-Mar et les clubs égyptiens (Al Ahly SC, Al Masry, Al Moqaouloun al-Arab).

### Carrière en sélection
Ce milieu de terrain a remporté la CAN 1986 et a joué avec la sélection égyptienne la Coupe du monde 1990 en Italie.
À l'occasion du premier match contre les Pays-Bas, il égalise sur pénalty à la 83e minute. Il joua les trois matchs de l'Égypte (Pays-Bas, Irlande, Angleterre). Il est le troixième buteur égyptien en Coupe du monde après Abdelrahman Fawzi et Mohamed Salah.

## Palmarès
Avec l'Égypte
- Coupe d'Afrique des nations
  - Vainqueur en 1986